# Percina sipsi
Percina sipsi és una espècie de peix pertanyent a la família dels pèrcids.

## Descripció
- Pot arribar a fer 5 cm de llargària màxima (és una de les dues espècies més petites del seu gènere).
- Absència de colors brillants al cos i les aletes dels adults.
- No presenta una banda de color carabassa a l'aleta dorsal espinosa.
- Taca petita i fosca a les parts superior i inferior de la base de l'aleta caudal.
- Línia lateral completa.
- Els mascles tenen una filera d'escates modificades al nivell mitjà de l'abdomen i una o dues escates modificades entre la base de les aletes pèlviques.
- L'aleta anal dels mascles reproductors no és excessivament allargada.
- El musell no es projecta més enllà del marge anterior de la mandíbula superior.[4][5]

## Hàbitat
És un peix d'aigua dolça, bentopelàgic i de clima temperat (34°N-34°N, 87°W-87°W) que viu entre 0-2 m de fondària.

## Distribució geogràfica
Es troba a Nord-amèrica: riu Black Warrior (nord-oest d'Alabama, els Estats Units).

## Estat de conservació
L'actual distribució geogràfica d'aquest peix és la més reduïda de qualsevol altra espècie de Percina, la qual cosa afecta a la seua supervivència.

## Observacions
És inofensiu per als humans.